# یوراشه
یوراشه (به لاتین: Jurasze) یک روستا در لهستان است که در گمینا شدرا واقع شده‌است.